# Зарічне (Сумський район)
Зарі́чне — село в Україні, у Річківській сільській громаді Сумського району Сумської області. Населення становить 40 осіб. До 2019 року орган місцевого самоврядування — Горобівська сільська рада.

## Географія
Село Зарічне розташоване за 42 км від обласного та районного центру, на лівому березі річки Вир, у місці де впадає у неї річка Куянівка (річка у цьому місці звивиста, утворює лимани, стариці та заболочені озера), вище за течією розташоване село Безсокирне (1,5 км), нижче за течією — село Воронівка (1 км), на протилежному березі — села Біловишневе та Горобівка. Вище за течією річки Куянівка розташовані села Штанівка та Москаленки (за 1 км).
Біля села пролягають автошлях територіального значення Т 1918 та залізниця, станція Торохтяний (за 2 км).

## Назва
На території України існують 22 населених пункти із назвою Зарічне.

## Історія
Село суттєво постраждало внаслідок геноциду українського народу, проведеного урядом СРСР у 1932—1933 та 1946—1947 роках.
У 2019 році, в ході децентралізації, Горобівська сільська рада об'єднана з Річківською сільською громадою.
12 червня 2020 року, відповідно до Розпорядження Кабінету Міністрів України № 723-р «Про визначення адміністративних центрів та затвердження територій територіальних громад Сумської області» увійшло до складу Річківської сільської громади.
19 липня 2020 року, в результаті адміністративно-територіальної реформи та ліквідації  Білопільського району, село увійшло до складу новоутвореного Сумського району.